# Alessandro Perrella
Alessandro Perrella (* 1944 in Rom) ist ein italienischer Schauspieler, Filmeditor, Pornofilm- und Dokumentarfilmregisseur.

## Leben
Perrella belegte Schauspielkurse am Centro Sperimentale di Cinematografia und erhielt gleich zu Beginn eine Filmrolle in Nando Ciceros Los scippo. Nach Erhalt seines Diplomes verpflichtete ihn Roberto Rossellini für seine Verfilmung der Apostelgeschichte; von 1969 an war Perrella dann bis 1975 in einer großen Anzahl von Filmen als C.S.C-Schauspieler (wie fast alle seine solcherart geführten Kollegen und Kolleginnen) gelistet, ohne in allen tatsächlich eine Rolle zu übernehmen. 1974/1975 war er auch Regieassistent, dann erneut 1979, wieder bei Luigi Rosso, dessen Dolly il sesso biondo er auch schrieb, produzierte und in dem er mitwirkte. Nachdem er 1985 begonnen hatte, als Editor bei einigen Filmen mitzuarbeiten, inszenierte er ab 1989 ein Jahrzehnt lang unter den Pseudonymen Alex Perry und Alex Williams zahlreiche Hardcore-Pornofilme. Im neuen Jahrtausend legte er dann zwei Horrorfilme vor und arbeitete für das Fernsehen sowie an dokumentarischen Werken wie einem Film über Piero della Francesca. Perrellas Film La Madonna del parto wurde 2015 bei dem Filmfestival Mirabile Dictu mit dem Capax Dei Foundation Award ausgezeichnet.

## Filmografie (Auswahl)
Schauspieler
- 1965: Lo scippo
- 1971: Adios Companeros (Giù la testa… hombre)
- 1971: Django – Unerbittlich bis zum Tod (Il mio nome è Mallory… “M” come morte)
- 1971: Ein Fressen für Django (W Django!)
- 1971: Für einen Sarg voller Dollars (Per una bara piena di dollari)
- 1971: Lady Frankenstein (La figlia di Frankenstein)
- 1971: I quattro pistoleri di Santa Trinità
- 1971: Quelle sporche anime dannate
- 1971: Unerbittlich bis ins Grab (Se t'incontro t'ammazzo)
- 1972: Allegri becchini… arriva Trinità
- 1972: Dein Vergnügen ist auch mein Vergnügen (Il tuo piacere è il mio)
- 1972: Djangos blutige Spur (La lunga cavalcata della vendetta)
- 1972: Gewalt – die fünfte Macht im Staat (La violenza: quinto potere)
- 1972: Man nennt ihn Sacramento (Sei jellato amico… hai incontrato Sacramento)
- 1972: Nur der Colt war sein Gott (La colt era il suo Dio)
- 1972: Pizza, Pater und Pistolen (Posate le pistole reverendo)
- 1972: Rache in El Paso (I senza Dio)
- 1973: Die amourösen Nächte des Ali Baba (Le amorosi notti di Alì Babà)
- 1973: Una colt in mano al diavolo
- 1973: Il giustiziere di Dio
- 1973: Ludwig II. (Ludwig)
- 1973: La ragazza di Via Condotti
- 1973: Sieben Tote in den Augen der Katze (La morte negli occhi del gatto)
- 1973: Sie nannten ihn Plattfuß (Piedone lo sbirro)
- 1973: Zahl und stirb (Sei bounty killers per una strage)
- 1974: Identikit
- 1979: Dolly il sesso biondo (auch Drehbuch, Produktion, Regieassistenz)

Regisseur (Pornos)
- 1992: Rebecca (Rebecca, la signora del desiderio)
- 1993: Im Garten der Lüste (Signore scandalose di provincia)
- 1995: Sinnliche Nächte in Florenz (Betty Blue)
- 1997: Haus der Lust (Love by Chance)